# Carlos Saavedra Lamas

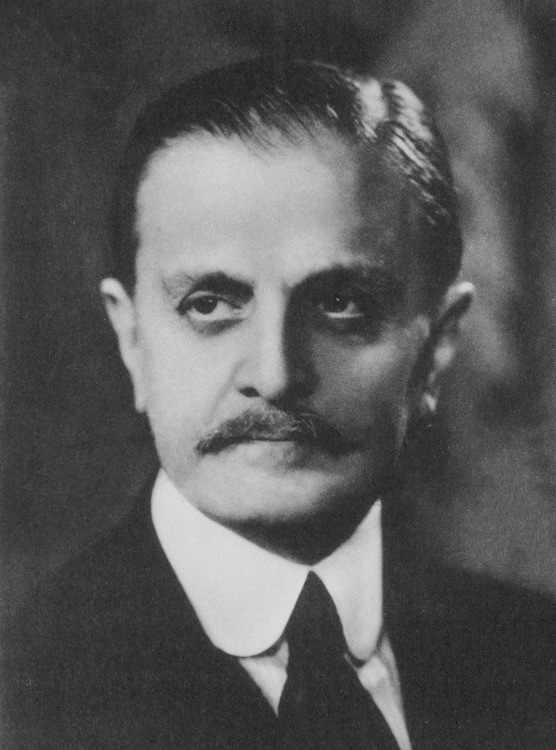
Carlos Saavedra Lamas

Carlos Saavedra Lamas (* 1. November 1878 in Buenos Aires, Argentinien; † 5. Mai 1959 ebenda) war ein argentinischer Rechtswissenschaftler und Politiker. Er vermittelte im Chacokrieg zwischen Bolivien und Paraguay und handelte Nichtangriffspakte zwischen verschiedenen südamerikanischen Staaten aus. Im Jahre 1936 erhielt er für diese Leistungen den Friedensnobelpreis.

## Leben und Werk

### Ausbildung und wissenschaftliche Karriere
Carlos Saavedra Lamas wurde 1878 als Sohn einer aristokratischen Familie in Buenos Aires geboren. Nach seiner Schulausbildung studierte er Rechtswissenschaften. Bereits im Studium lernte er auf einer Reise nach Paris die rechtlichen und wirtschaftlichen Beziehungen zwischen den Nationen kennen, vor allem in der Agrarwirtschaft. Saavedra Lamas promovierte an der Universidad de Buenos Aires, wurde anschließend Professor für Internationales Recht und unterrichtete Rechtswissenschaft und Soziologie an der Universität von La Plata. Sein akademisches Fachgebiet war Arbeitsrecht, worüber er mehrere Werke veröffentlichte.
Er war an der Gründung der Internationalen Arbeitsorganisation (IAO) im Jahr 1919 beteiligt, die sich länderübergreifend für die Gerechtigkeit in der Arbeitswelt einsetzt. 1928 war er Leiter der argentinischen Delegation der Organisation in Genf und wurde Präsident der IAO-Konferenz. Ein großer Teil seines Werks wurde von der argentinischen Gesetzgebung umgesetzt. Von 1941 bis 1943 war er Präsident der Universität von Buenos Aires, bis 1946 Professor.

### Politische Karriere und Friedensnobelpreis
Saavedra Lamas' politische Karriere begann 1906. Ab 1908 war er für zwei Legislaturperioden Abgeordneter im argentinischen Parlament. Im Jahr 1915 war er Justiz- und Bildungsminister seines Landes und in dieser Funktion für eine Reformierung des Schulsystems verantwortlich. Einen Schwerpunkt setzte er dabei auf die Förderung der Berufsschulen, um eine hochwertige Ausbildung von Facharbeitern zu gewährleisten. Zugleich setzte er sich für die inhaltliche Abstimmung der Agrar- und Arbeitspolitik im Land ein.
Von 1932 bis 1938 war er Außenminister der Regierung von General Agustín Pedro Justo, der massive Wahlfälschung nachgesagt wurde. Er konnte 1933 bei der 7. Internationalen Konferenz der Amerikanischen Staaten in Montevideo einen Entwurf zur Ächtung des Krieges durchsetzen, der als Saavedra-Lamas-Vertrag im gleichen Jahr in Rio de Janeiro von sechs amerikanischen Staaten unterzeichnet wurde. Darin wurden die Nichtangriffspakte zwischen verschiedenen südamerikanischen Staaten gefestigt. 1935 war Saavedra Lamas daran beteiligt, einen Friedensvertrag zwischen Bolivien und Paraguay im Chacokrieg auszuhandeln, in dem es um die Zugangsrechte zu Erdölfunden im umkämpften Gebiet ging. Im Oktober des Jahres wurde der Kriegszustand mit einer Einigung in einem inneramerikanischen Sonderausschuss beendet. Für diese Leistungen wurde Saavedra Lamas 1936 mit dem Friedensnobelpreis ausgezeichnet. 1938 zog er sich aus dem politischen Wirken zurück.
Carlos Saavedra Lamas starb 1959 in Buenos Aires. Nach ihm ist die Landspitze Punta Saavedra in der Antarktis benannt.
Die Medaille, die Saavedra Lamas als Friedensnobelpreisträger erhielt, wurde im März 2014 für 1,1 Mio. US-Dollar an einen asiatischen Sammler versteigert.